# Ancylorhynchus susurrus
Ancylorhynchus susurrus là một loài ruồi trong họ Asilidae. Ancylorhynchus susurrus được Karsch miêu tả năm 1879. Loài này phân bố ở vùng nhiệt đới châu Phi.